# Universität Innsbruck

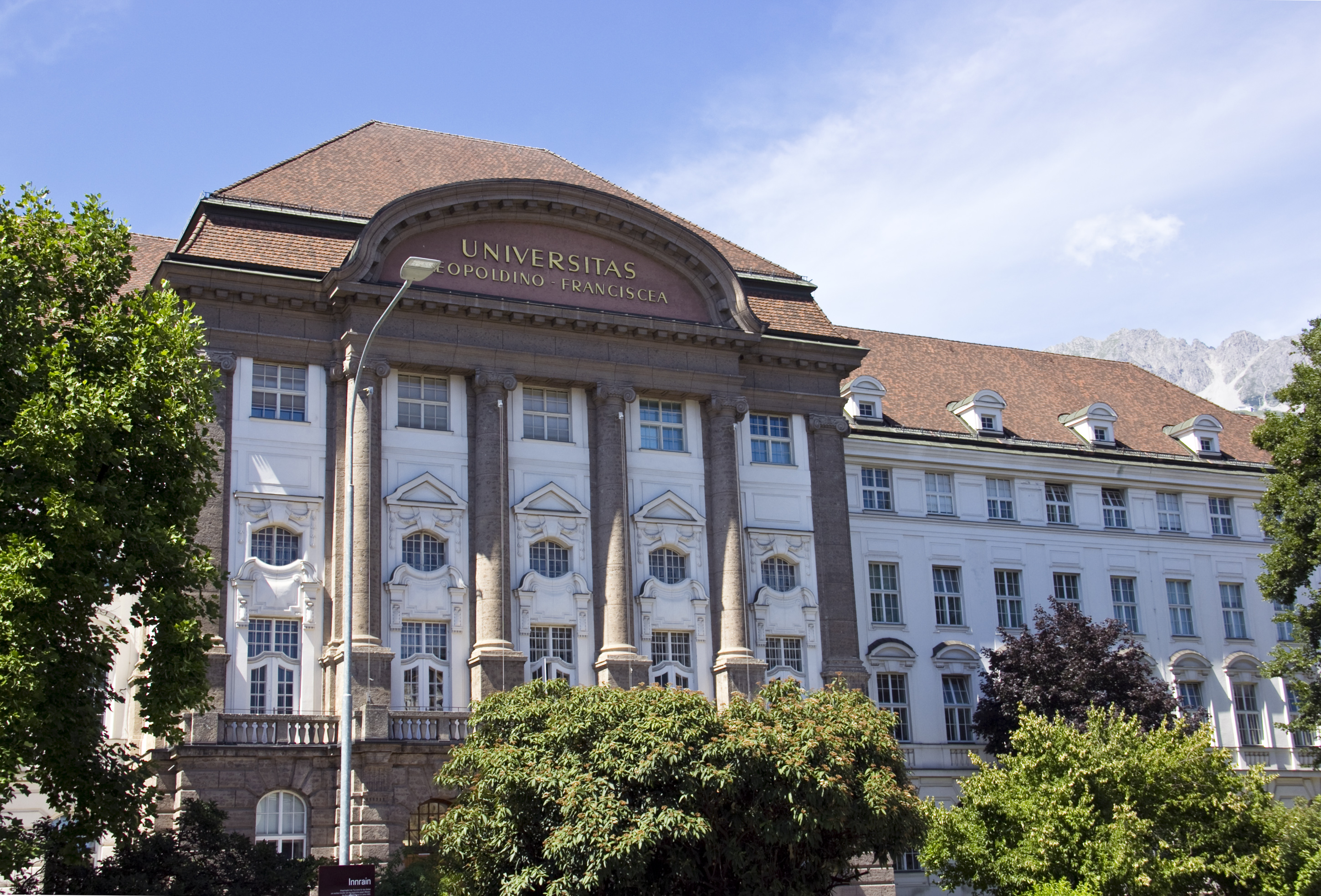
Hauptgebäude der Universität Innsbruck

Die 1669 gegründete Leopold-Franzens-Universität Innsbruck (kurz: LFU oder LFUI, lateinisch Universitas Leopoldino-Franciscea Oenipontana) ist die größte Bildungs- und Forschungseinrichtung in Westösterreich. Sie gilt als Landesuniversität der österreichischen Bundesländer Tirol und Vorarlberg. Historisch übte sie diese Funktion auch für Südtirol, Welschtirol (Trentino), Liechtenstein und Luxemburg aus, was aber infolge der Gründung eigener Hochschulen in diesen Ländern heute nicht mehr der Fall ist. Gemessen an den Studierendenzahlen ist sie Tirols größte Bildungseinrichtung vor Trient und Bozen.

## Geschichte
1562 wurde in Innsbruck von den Jesuiten ein Gymnasium errichtet. Finanziert durch eine Sondersteuer auf das Haller Salz, wurde am 15. Oktober 1669 durch Kaiser Leopold I. darauf aufbauend eine Volluniversität mit vier Fakultäten gegründet, darunter 1671/72 die juridische und 1674/75 die medizinische Fakultät. Am 29. November 1781 durch Joseph II. wieder auf ein Lyzeum reduziert, erfolgte 1826 die Wiedererrichtung der Universität Innsbruck durch Kaiser Franz I. Um 1900 waren etwa 1.000 Studierende immatrikuliert. Zu Ehren beider Gründungsväter führt die Universität Innsbruck die Bezeichnung Leopold-Franzens-Universität Innsbruck.
Zur Zeit des Nationalsozialismus wurde sie im März 1941 auf Vorschlag des damaligen Rektors Raimund von Klebelsberg in Deutsche Alpenuniversität umbenannt. Es kam, wie an allen Universitäten, zu „Säuberungsaktionen“. Gegner der Nationalsozialisten wurden entmachtet und vom wissenschaftlichen Betrieb ausgeschlossen. 1945 wurde sie nach dem Ende des Zweiten Weltkriegs unter dem Namen Universität Innsbruck wiedereröffnet.
Die zweite Hälfte des 20. Jahrhunderts brachte weitere Ausbauschritte der Universität: 1969 die Fakultät für Bauingenieurwesen und Architektur und 1976 die Geisteswissenschaftliche und die Sozial- und Wirtschaftswissenschaftliche Fakultät, die aus den Rechts- und Staatswissenschaften hervorgingen. 2004 wurde die Medizinische Fakultät ausgegliedert, 2012 die School of Education gegründet, die 2018 in Fakultät für LehrerInnenbildung umbenannt wurde. Im Jahr 2021 betreuten 5.573 Mitarbeiter an der Universität insgesamt 28.106 Studierende.
Jochen Zenthöfer kritisierte die Universität 2022 in der FAZ für ihren Umgang mit Plagiaten: Zwischen 2006 und 2021 gab es 31 Verdachtsfälle zu Verstößen gegen die gute wissenschaftliche Praxis, in keinem einzigen Fall wurde ein akademischer Grad aberkannt.

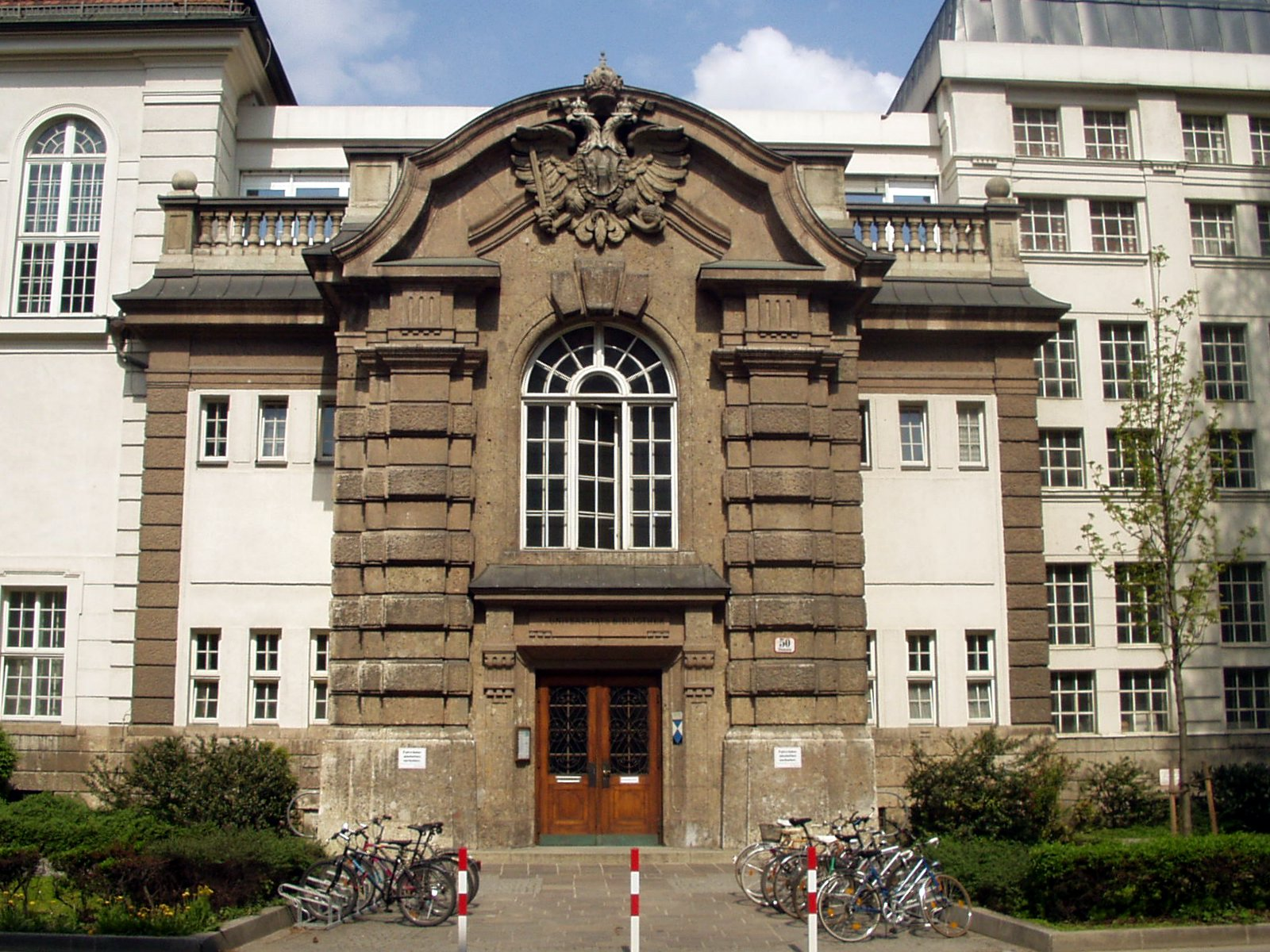
Universitätsbibliothek (2006)

## Stellung in Österreich und in Europa
In den THE World University Rankings liegt die Universität Innsbruck 2021 in der Platzgruppe 351–400. Grundlage der Auswertung ist ein Beurteilungssystem, in dem insbesondere Forschung, Lehre und der internationale Ruf der Universitäten bewertet werden. Besonders positiv ist die Bewertung in der internationalen Sichtbarkeit der Forschungsergebnisse. In den QS World University Rankings (QS-Ranking) rangiert sie regelmäßig in den Rängen zwischen 260 und 280. Im Shanghai-Ranking platziert sie sich als zweitbeste österreichische Hochschule in den Rängen zwischen 201 und 300. Im Handelsblatt-Ranking 2015 zählte die betriebswirtschaftliche Fakultät zu den 15 besten betriebswirtschaftlichen Fakultäten im deutschsprachigen Raum. Diese Einschätzung wurde durch das Ranking der Wirtschaftswoche 2019 und 2022 bestätigt.
Das von der EU initiierte Hochschulranking U-Multirank erstellt keine Rankings, macht die Universitäten aber über 34 verschiedene Indikatoren vergleichbar. Hier gehört die Universität Innsbruck zu den österreichischen Hochschulen mit den meisten Höchstnoten. Im Leiden Ranking, das auf bibliometrischen Daten basiert, schneidet die Leopold-Franzens-Universität bei den „Collaboration indicators“ besonders gut ab. Gemessen an der Anzahl jener Publikationen, die mit ausländischen Partnern verfasst wurden, wird die Universität Innsbruck im Jahr 2020 weltweit auf Platz 12 gelistet und zeigt hohe internationale Vernetzung. Im Ranking 2022 von Research.com belegt die Fakultät für Betriebswirtschaft in der Kategorie Business and Management in Österreich den ersten Platz.
Die Universität Innsbruck ist seit 2019 Mitglied des Universitätsnetzwerkes Aurora und kooperiert mit verschiedenen Universitäten aus Deutschland, Spanien und den Niederlanden. Im Rahmen des Forschungsnetzwerkes „Africa-UniNet“ werden Forschungsprojekte mit den forschungsstärksten afrikanischen Universitäten durchgeführt. Ferner ist die Universität Innsbruck eine von mehreren europäischen Unis und Forschungseinrichtungen, die mit dem IBM Quantencomputer-Netzwerk kooperieren.

## Organisation

### Fakultäten
- Fakultät für Architektur
- Fakultät für Betriebswirtschaft
- Fakultät für Bildungswissenschaften
- Fakultät für Biologie
- Fakultät für Chemie und Pharmazie
- Fakultät für Geo- und Atmosphärenwissenschaften
- Fakultät für Mathematik, Informatik und Physik
- Fakultät für Soziale und Politische Wissenschaften
- Fakultät für Psychologie und Sportwissenschaften
- Fakultät für Technische Wissenschaften (ehemals Fakultät für Bauingenieurwissenschaften)
- Fakultät für Volkswirtschaft und Statistik
- Katholisch-Theologische Fakultät
- Philologisch-Kulturwissenschaftliche Fakultät
- Philosophisch-Historische Fakultät
- Rechtswissenschaftliche Fakultät
- Fakultät für LehrerInnenbildung (vormals bis Februar 2018 „School of Education“ genannt)[24]

Die ursprünglich sechs Fakultäten wurden 2004 in 15 Fakultäten gegliedert. 2012 wurde die School of Education als 16. Fakultät eingerichtet; dieser Schritt diente als Basis für den weiteren Ausbau der Lehrer-Ausbildung.
Im Rahmen der Umsetzung des Universitätsgesetzes 2002 wurde die frühere Medizinische Fakultät 2004 als Medizinische Universität Innsbruck ausgegliedert. Die Universität Innsbruck ist seither keine Volluniversität im klassischen Sinn mehr. Da diese Trennung gegen den Willen der Fakultät zustande kam, wird die Wiedereingliederung immer wieder diskutiert.
Im Jahr 2019 wurde die interfakultäre Organisationseinheit Digital Science Center (DiSC) gegründet. Sie hat zum Ziel, die Digitalisierung der Forschung zu bündeln und voranzutreiben, um so neue Forschungsrichtungen einzuschlagen und die Qualität der Wissenschaft zu stärken.
Die Universität ist Mitglied des 2012 gegründeten Verbunds Allianz Nachhaltiger Universitäten mit dem Ziel, Nachhaltigkeit an Universitäten zu fördern.

Fotogalerie: Universität Innsbruck
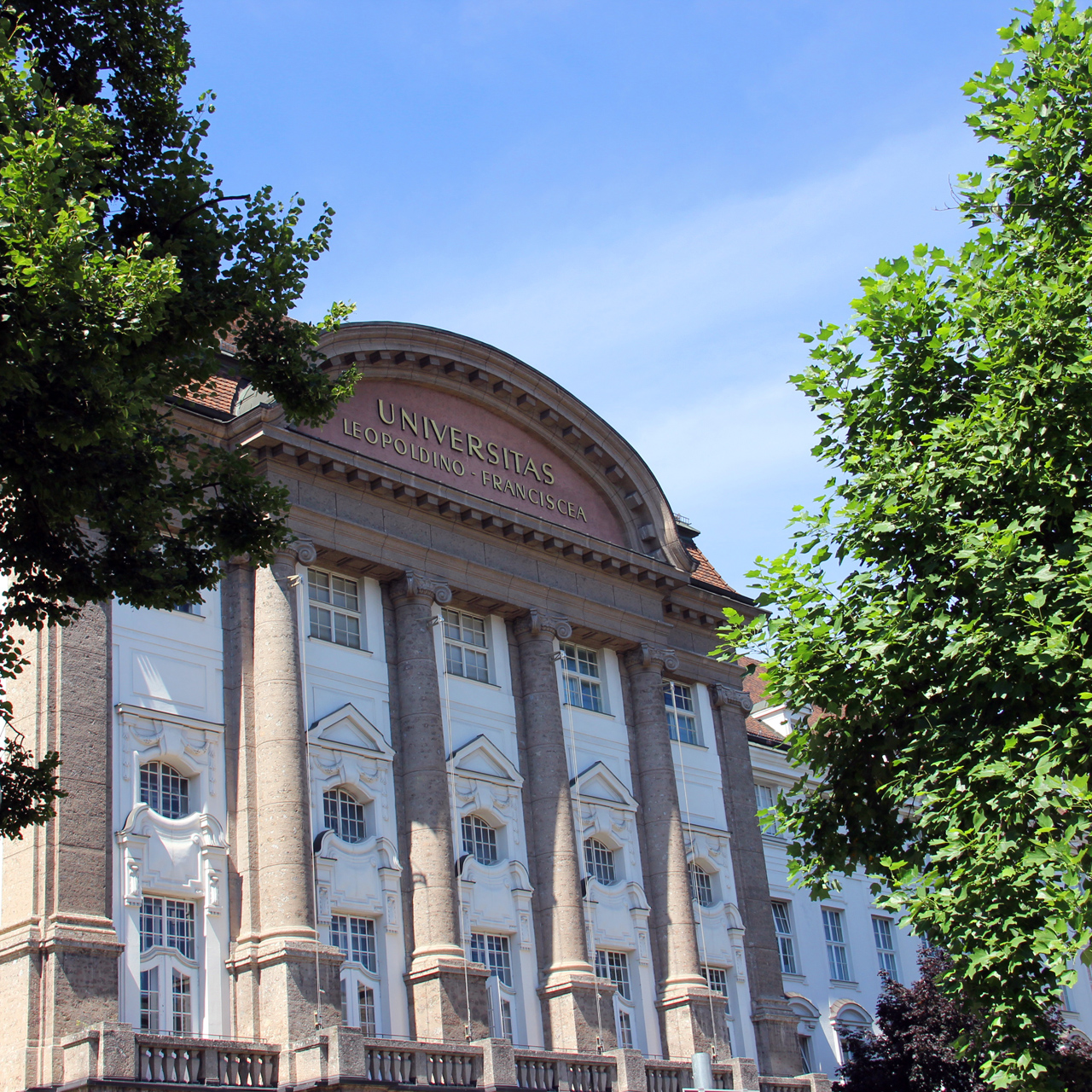
Hauptgebäude
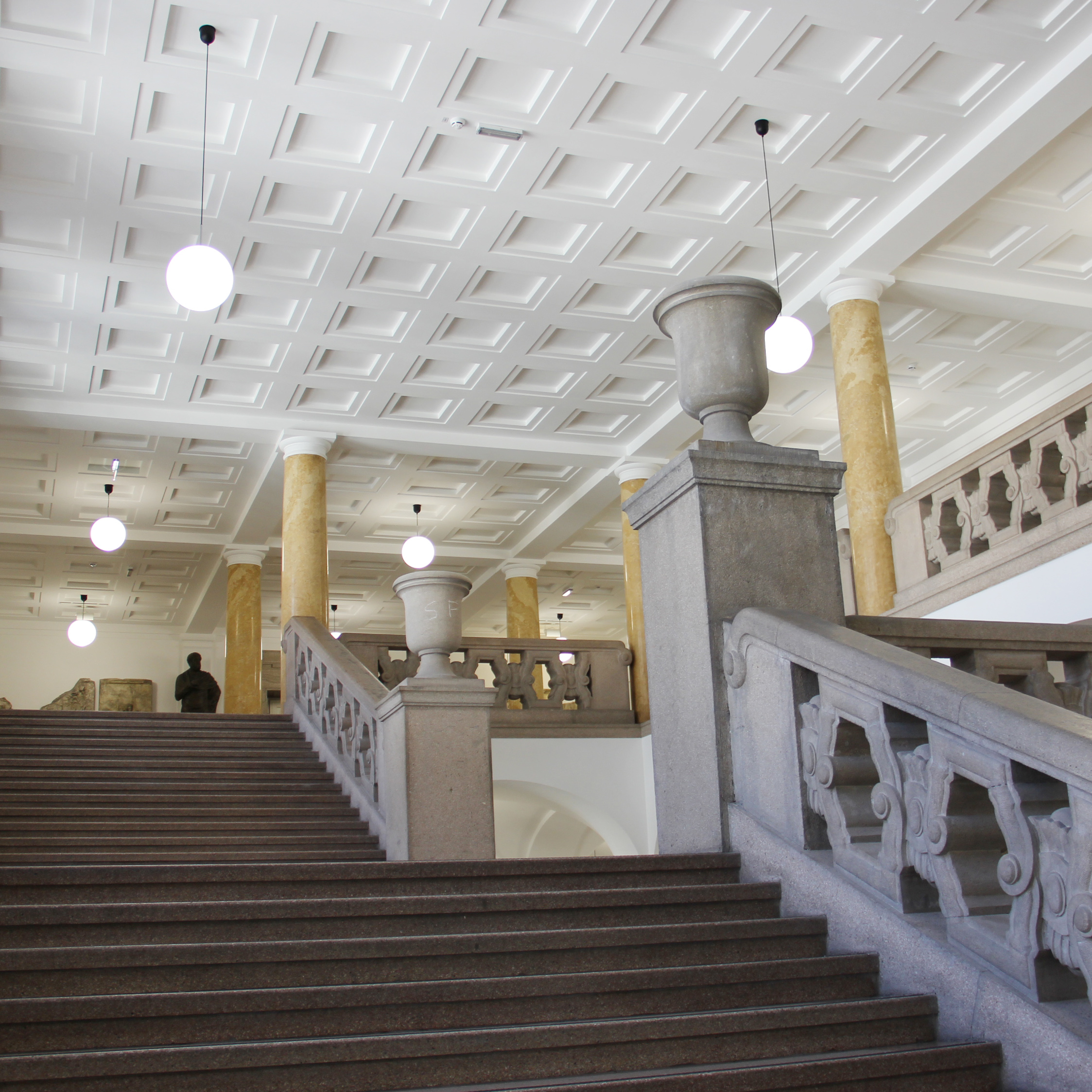
Im Hauptgebäude
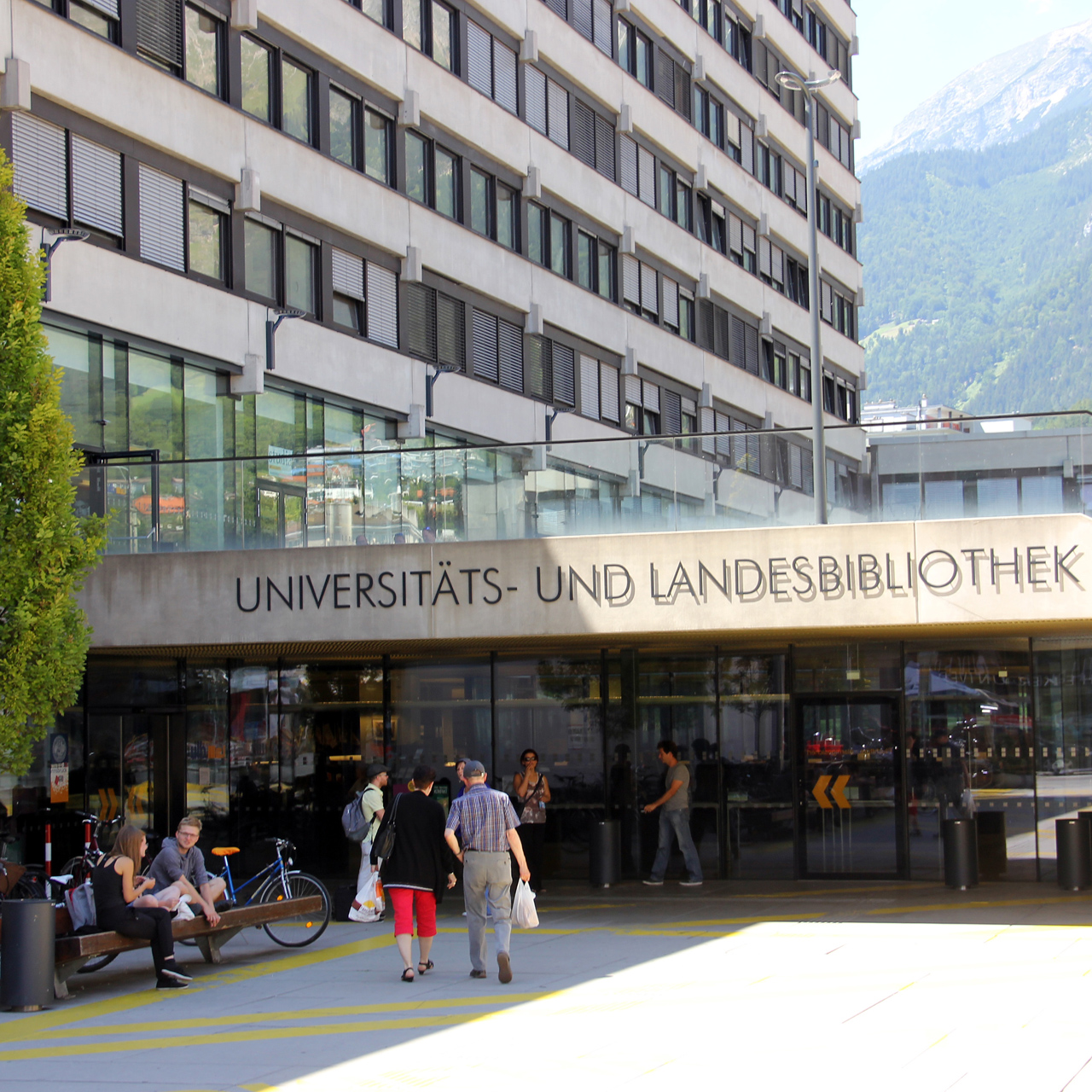
Universitäts- und Landesbibliothek
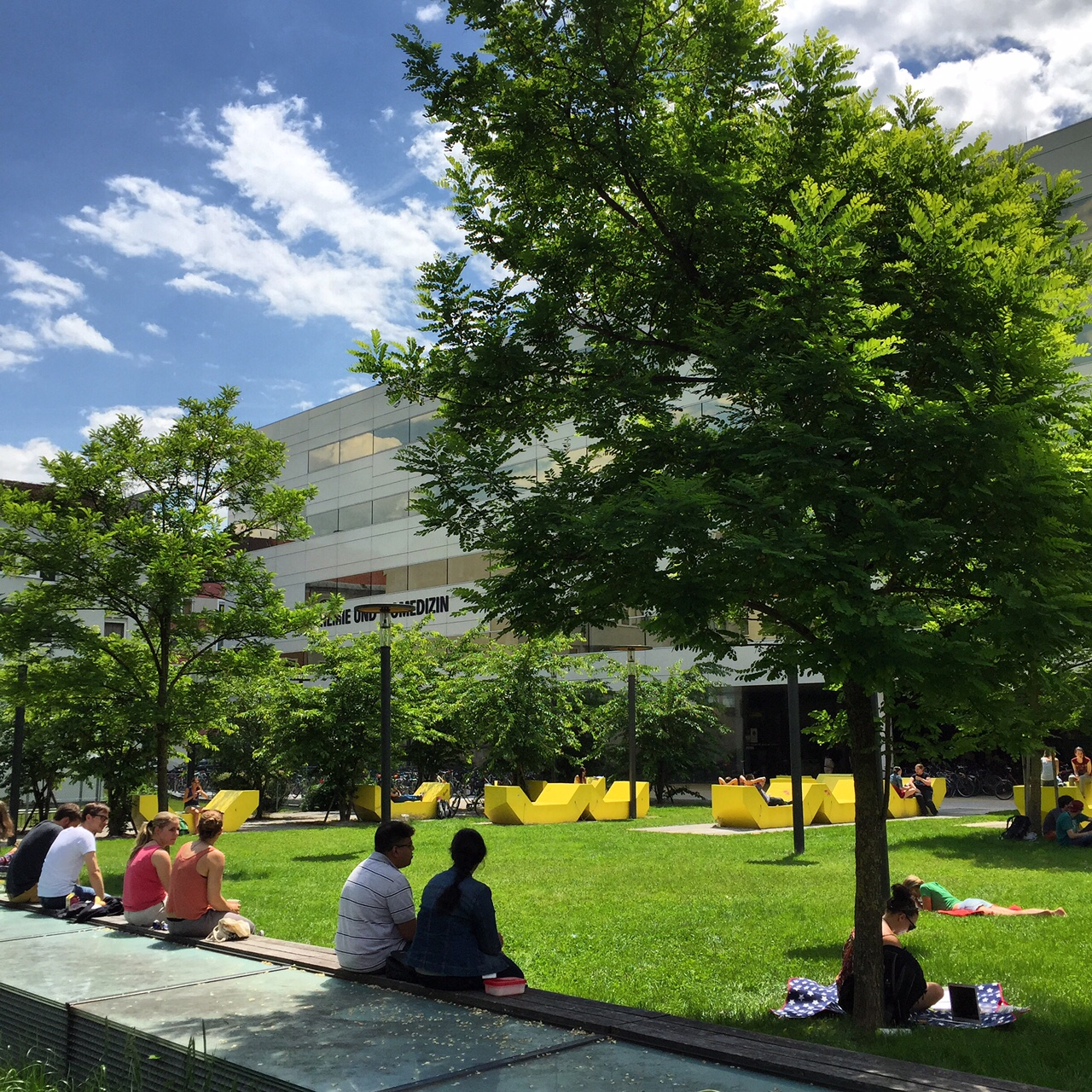
Das Centrum für Chemie und Biomedizin (CCB)
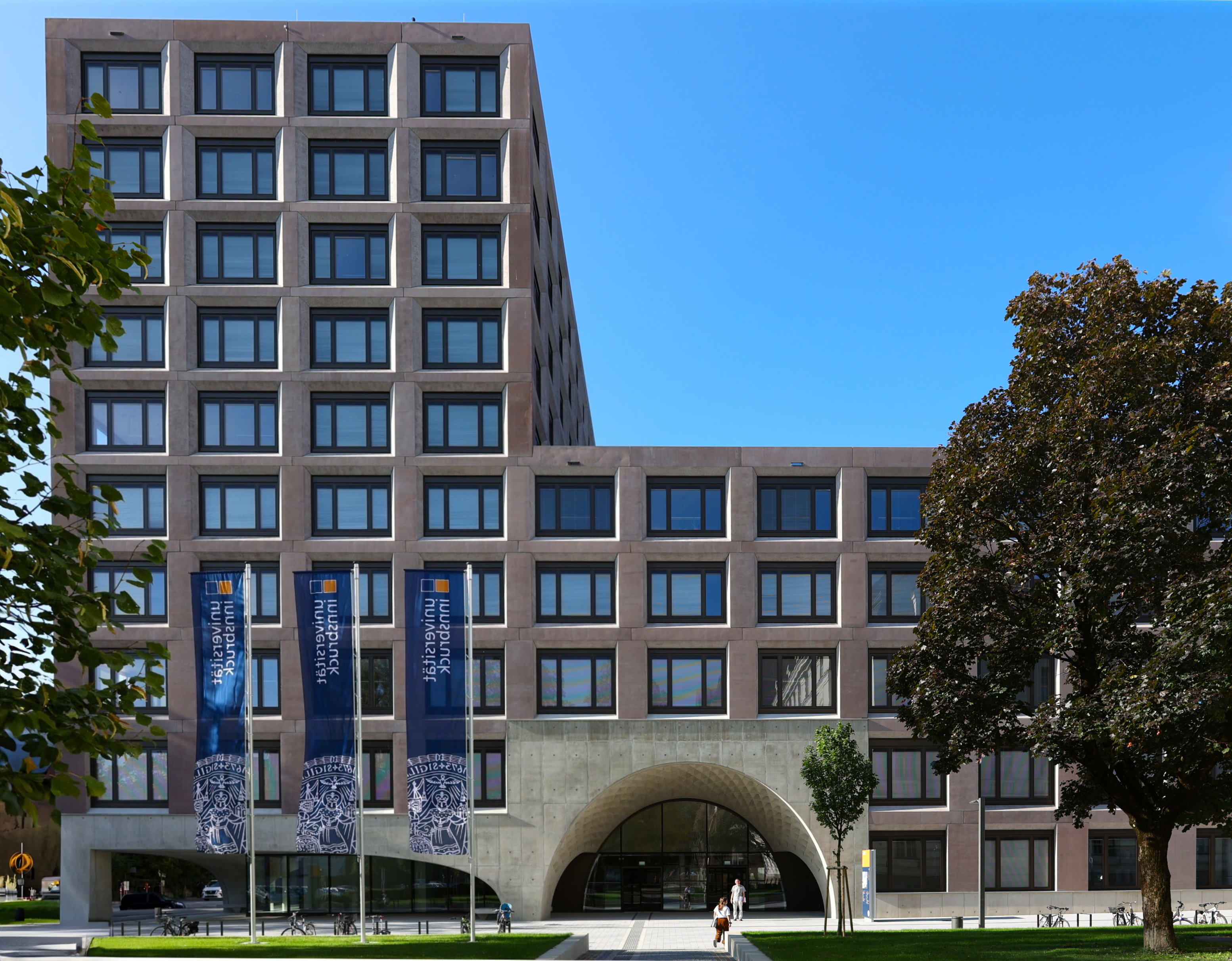
Ágnes-Heller-Haus – Österreichischer Bauherrenpreis 2024

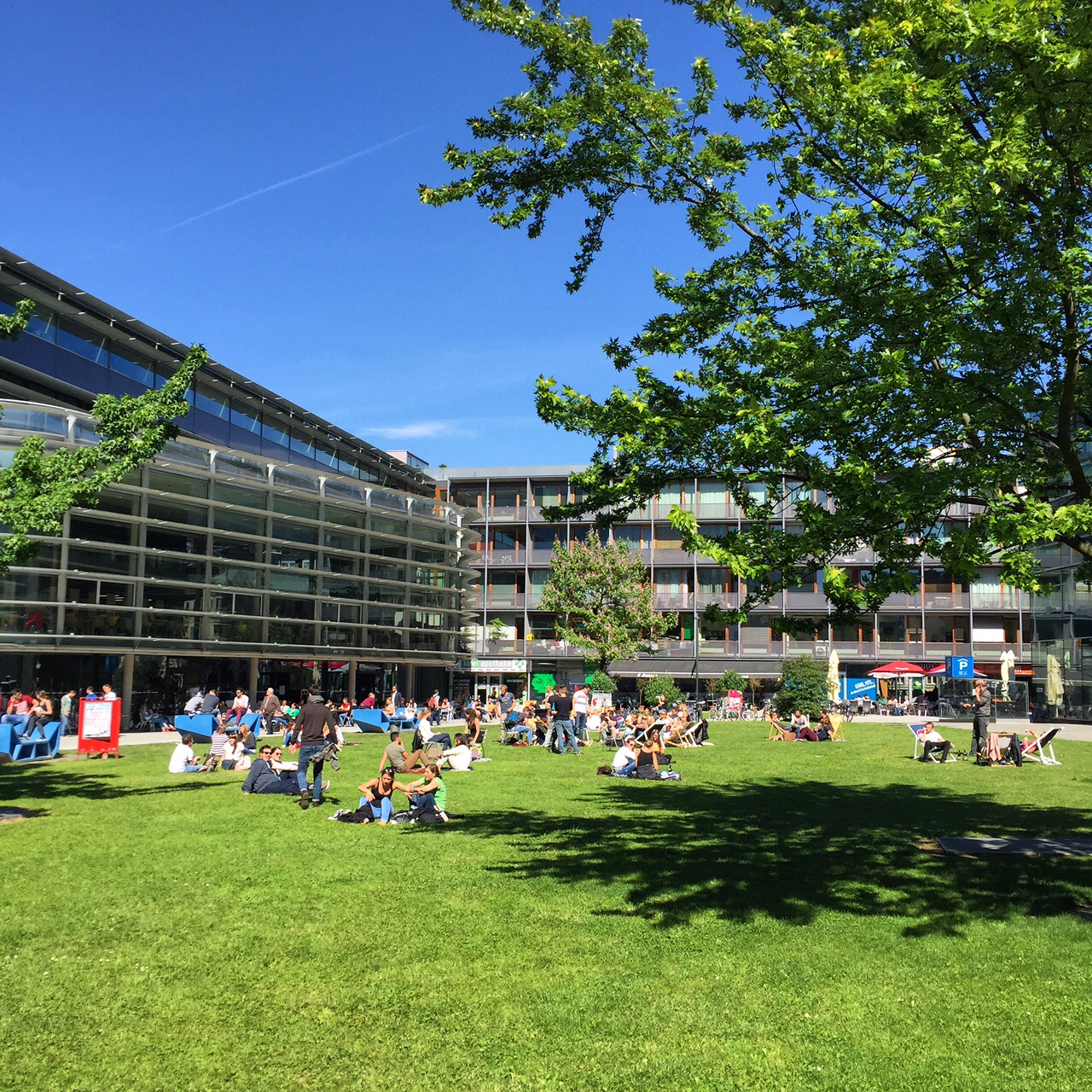
Die Sowi
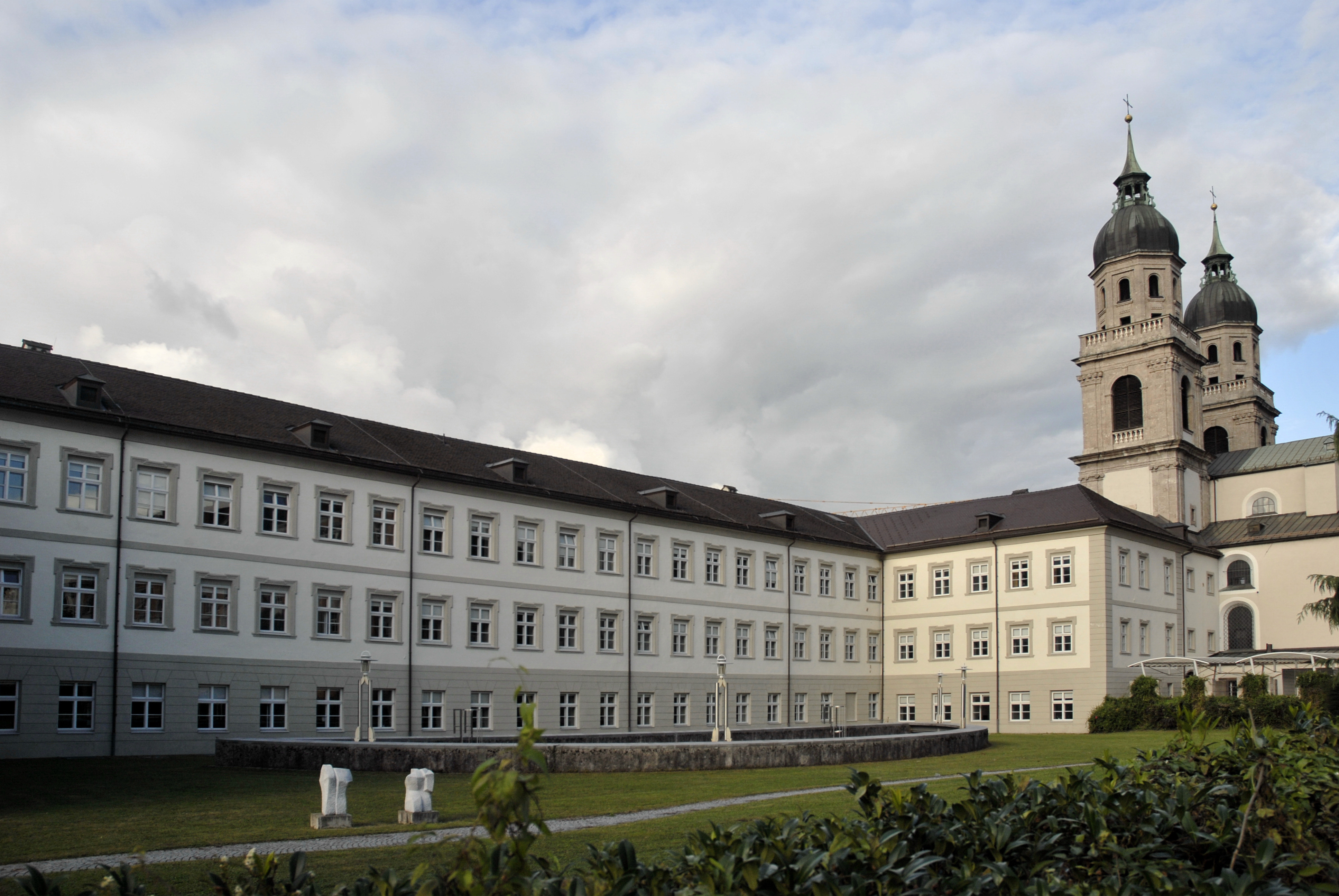
Theologische Fakultät
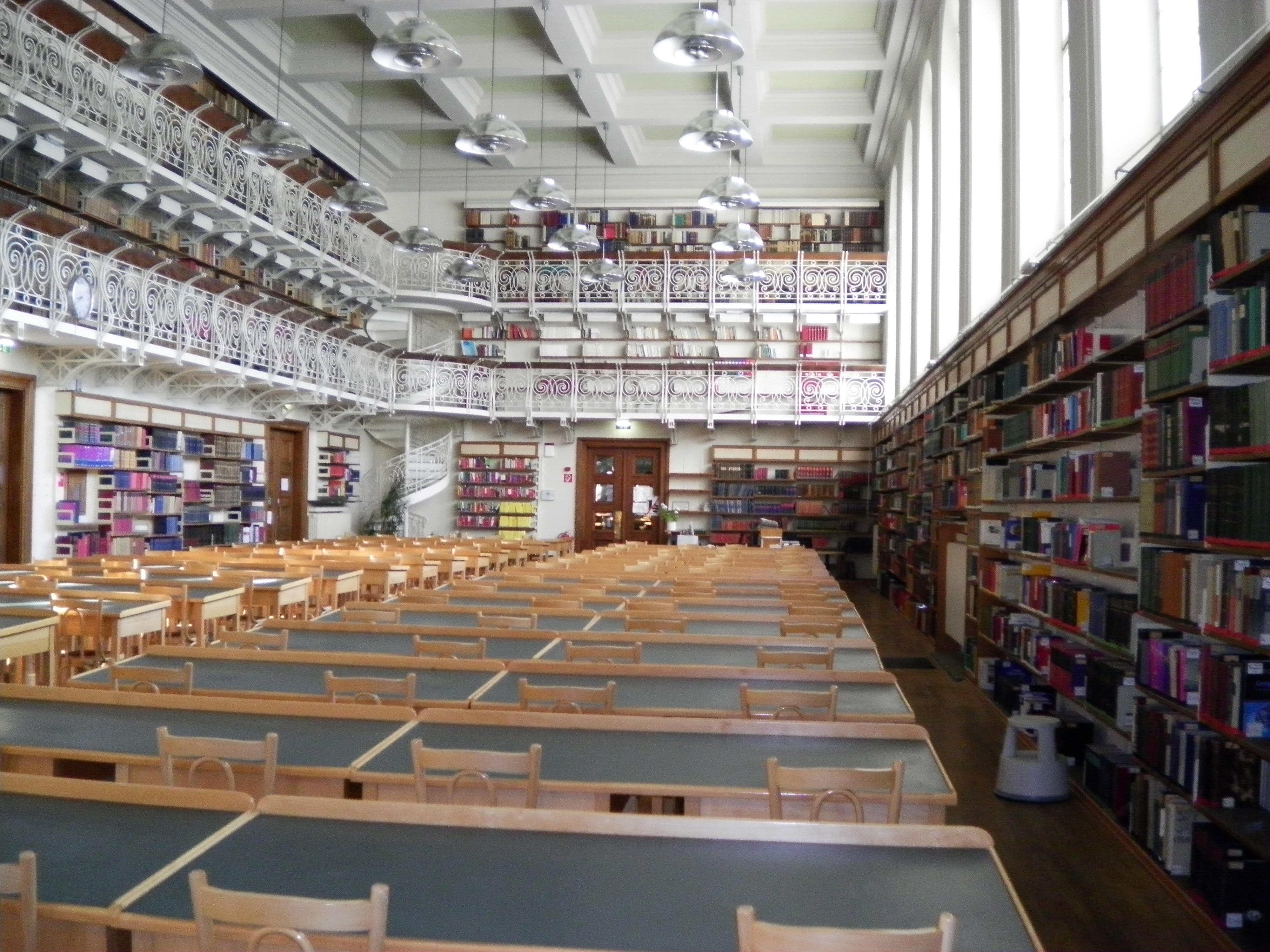
Lesesaal in der Universitätsbibliothek
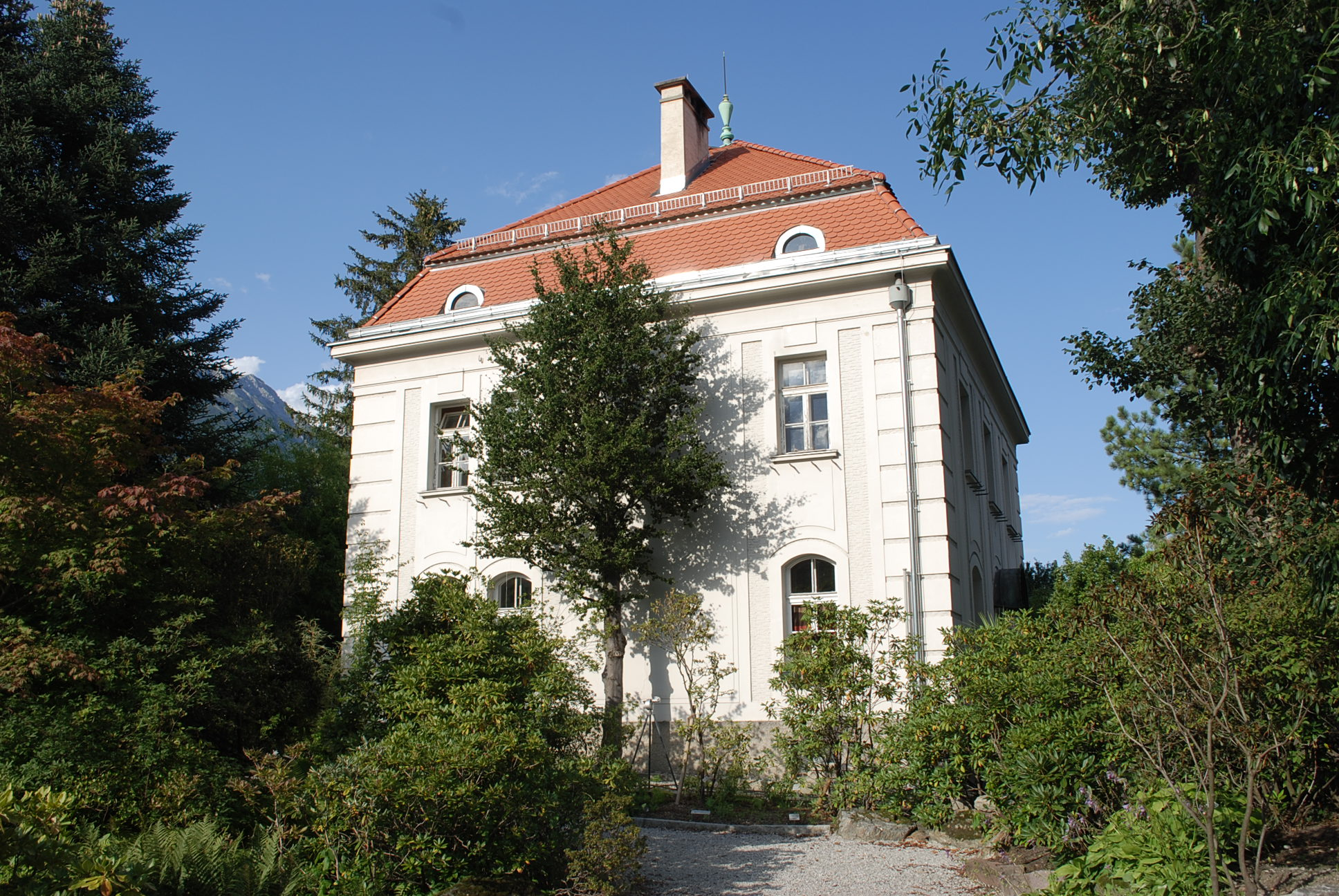
Im Botanischen Garten

### Standorte

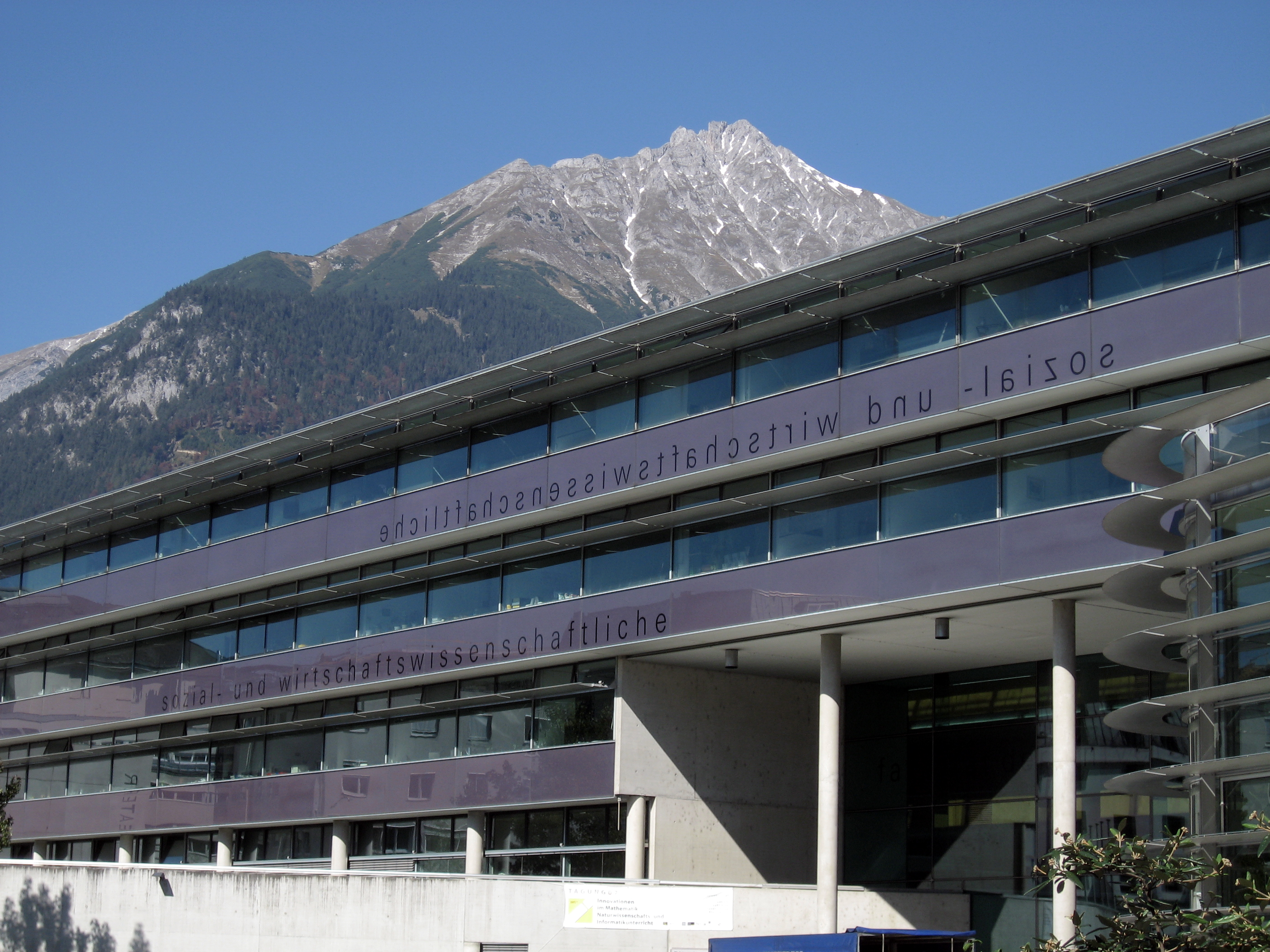
Gebäude der SoWi-Fakultät vor der Nordkette

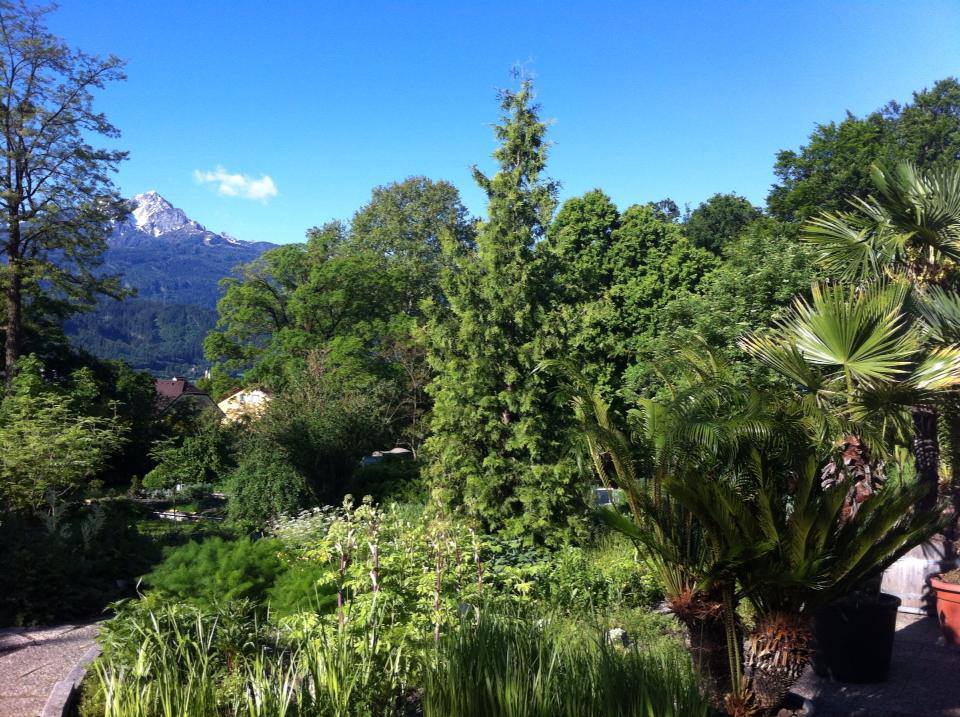
Der Botanische Garten im Stadtteil Hötting

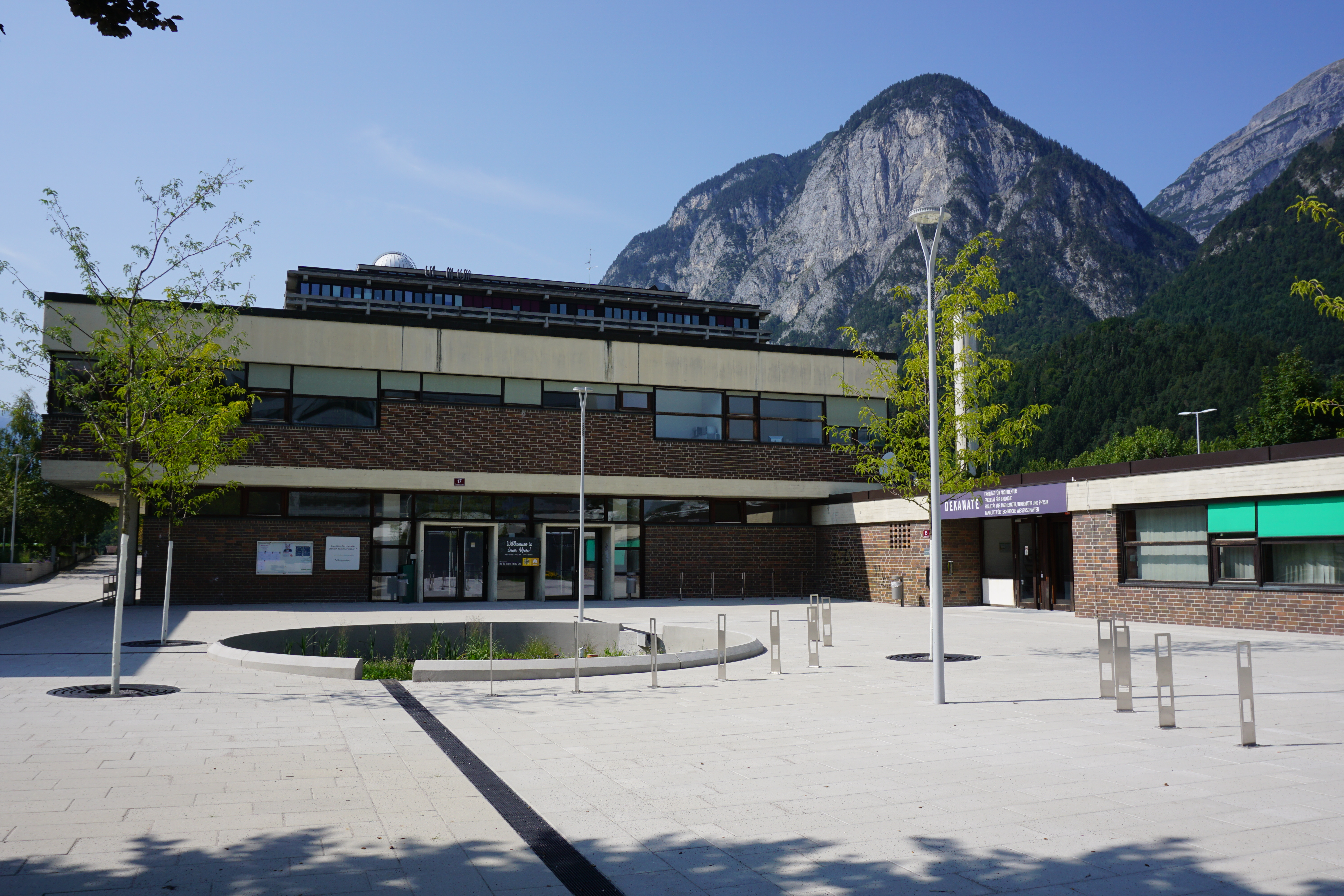
Campus Technik

Die Gebäude der Universität Innsbruck verteilen sich über das Stadtgebiet, sie ist also keine „Campus-Universität“.
- Campus Innrain: Das 1924 eröffnete Hauptgebäude (Rohbau 1914/15, der Weiterbau wurde kriegsbedingt unterbrochen) ist Sitz des Rektorats und der Rechtswissenschaftlichen Fakultät. Das nebenan am Innrain 50 befindliche Gebäude der Universitätsbibliothek wurde 1912/1914 errichtet. Neben dem Hauptgebäude hinter der Universitätsbibliothek befindet sich Richtung Inn der 1981 eröffnete Neubau mit dem Geiwi-Turm, dem Bruno-Sander-Haus und dem Josef-Möller-Haus beherbergt geistes-, natur- und rechtswissenschaftliche Institute. 2023 wurde das Ágnes-Heller-Haus in Betrieb genommen. Es beherbergt die archäologischen und altertumswissenschaftlichen Institute, die ab 2008 im Zentrum für Alte Kulturen am Langen Weg untergebracht waren[29][30] und das Institut für Erziehungswissenschaft. Ebenfalls am Innrain befindet sich der Hauptstandort der Universitätsbibliothek. Zum Campus gehört zudem das Forschungsinstitut Brenner-Archiv in der benachbarten Josef-Hirn-Straße.
- Campus Universitätsstraße: Das ehemalige Jesuitengymnasium und das angrenzende, seit 1766 als Universität genutzte Gebäude bei der Jesuitenkirche werden heute von der Katholisch-Theologischen Fakultät genutzt. Gegenüber wurde 1997 auf dem Gelände der ehemaligen Fenner-Kaserne die Sozial- und Wirtschaftswissenschaftliche Fakultät eröffnet.[31] Seit Januar 2023 werden unmittelbar daneben im südwestlichen Teil des Hotels Grauer Bär, das verkleinert weiter betrieben wird, umgebaute Zimmer u. a. für das Institut für Medien, Kommunikation und Gesellschaft sowie für das Institut für Psychologie genutzt.[32]
- Campus Technik: Im Stadtteil Hötting West wurde 1969 ein großer Gebäudekomplex errichtet, in dem heute zahlreiche naturwissenschaftliche Institute sowie Architektur, Technik und Informatik untergebracht sind.
- Campus Sport: Beim Flughafen Innsbruck sind das Sportinstitut und das Universitätssportzentrum untergebracht.
- Centrum für Chemie und Biomedizin: 2012 wurde das von den Innsbrucker Universitäten gemeinsam genutzte Gebäude am Innrain eröffnet. Es beherbergt chemische, pharmazeutische und biomedizinische Einrichtungen der beiden Innsbrucker Universitäten.[33]
- Botanik: Das Institut für Botanik sowie Teile des Instituts für Ökologie sind beim Botanischen Garten der Universität im Stadtteil Hötting angesiedelt. Dort befindet sich auch die 1904 gebaute historische Universitätssternwarte. Am Patscherkofel befindet sich der von der Universität betriebene Alpengarten Patscherkofel, er ist der höchstgelegene botanische Garten in Österreich.
- Musikwissenschaft: Das Institut für Musikwissenschaft ist seit 2018 am Haus der Musik Innsbruck angesiedelt.
- Zahlreiche weitere Einrichtungen sind über das Stadtgebiet verteilt.[34] Außenstellen sind das Forschungsinstitut für Textilchemie und Textilphysik in Dornbirn, Vorarlberg, das 2012 von der Österreichischen Akademie der Wissenschaften übernommene Forschungsinstitut für Limnologie in der oberösterreichischen Gemeinde Mondsee und das 2021 übernommene Institut für Rechts- und Kriminalsoziologie in Wien.[35] Weitere Lehr- und Forschungseinrichtungen sind über Tirol verteilt, so zum Beispiel das Universitätszentrum in Obergurgl.
- Zur Universität gehört auch die Messstation Hafelekar, die von Nobelpreisträger Viktor Franz Hess in den 1930er-Jahren eingerichtet wurde.

### Universitätsleitung
Die Universität Innsbruck ist eine Körperschaft öffentlichen Rechts mit dem Recht der Selbstverwaltung und wird von einem Rektorat geleitet. Ihm zur Seite stehen der Universitätsrat und der Senat.
Rektorat:
- Veronika Sexl, Rektorin
- Janette Walde, Vizerektorin für Lehre und Studierende
- Irene Häntschel-Erhart, Vizerektorin für Digitalisierung und Nachhaltigkeit
- Manfred Lechner, Vizerektor für Finanzen und Infrastruktur
- Gregor Weihs, Vizerektor für Forschung

Universitätsrat
- Reinhard Schretter (Vorsitzender)
- Christine Baur (stellvertretende Vorsitzende)
- Brigitte Mazohl
- Angelika Schätz
- Heinrich Schmidinger
- Klaus Schröder
- Mathias Vogl

Senat: Der Senat besteht aus 26 Personen: 13 Vertretern gehören zur Kurie der Universitätsprofessoren, sechs zur Kurie der Universitätsdozenten und der wissenschaftlichen Mitarbeitern im Forschungs- und Lehrbetrieb, ein Mandatar vertritt die allgemeinen Universitätsbediensteten, und sechs Studierende vertreten die Studentenschaft. Senatsvorsitzender war von 2003 bis 2005 Christian Smekal und von 2005 bis 2019 Ivo Hajnal. 2019 wurde Walter Obwexer als Nachfolger von Ivo Hajnal zum Senatsvorsitzenden gewählt und 2022 wiedergewählt, Stellvertreterin ist Monika Fink-Naumann.

## Studium
An der Universität Innsbruck studieren rund 28.000 Studierende, sie zählt damit neben der Universität Wien und der Universität Graz zu den größten Universitäten in Österreich. Jedes Jahr beginnen über 4.000 Personen ein neues Studium. Etwa gleich viele schließen pro Jahr ein Studium an der Universität Innsbruck ab. Pro Studienjahr werden in den unterschiedlichen Fächern rund 4000 Lehrveranstaltungen angeboten.

### Studienfächer
Die Universität versteht sich – trotz der 2004 erfolgten Ausgliederung der Medizinischen Universität Innsbruck – als Volluniversität und deckt mit rund 150 Studiengängen an 16 Fakultäten ein breites Fächerspektrum ab: Von Architektur bis Zoologie.
Die Universität bietet 41 Bachelorstudien inklusive den Lehramtsstudien, 60 Masterstudiengänge, 4 Diplomstudien und 26 PhD/Doktoratsstudien (Stand: Studienjahr 2021/22) in den Bereichen Architektur, Geisteswissenschaften, Naturwissenschaften, Rechtswissenschaften, Sozial- und Wirtschaftswissenschaften sowie Theologie und Technische Wissenschaften an.
Für die Bachelorstudien Architektur, Biologie, Informatik, Pharmazie, Psychologie, Wirtschaftswissenschaften, die Lehramtsstudien, das Diplomstudium Internationale Wirtschaftswissenschaften und die Masterstudien Psychologie, Pharmaceutical Sciences und Peace and Conflict Studies gelten spezielle Aufnahmeregelungen vor der allgemeinen Zulassung. Für einen Großteil dieser Studien sind die Aufnahmeverfahren derzeit aber ausgesetzt.
Viele Studien können mit frei wählbaren Wahlpaketen zu unterschiedlichen Schwerpunkten wie Digitalisierung, Nachhaltigkeit, Medien oder Unternehmenskommunikation ergänzt werden. Mit einem zweisemestrigen Erweiterungsstudium können die fachlichen Kompetenzen thematisch erweitert werden. Aktuell bietet die Universität Erweiterungsstudien für Entrepreneurship, Informatik und Scientific Computing an.
Das Digital Science Center (DiSC), gegründet 2019, vermittelt Studierenden digitale Kompetenzen. Diese reichen von Programmiersprachen über Kenntnisse im Datenmanagement und in der Datenanalyse bis hin zu nichttechnischen Aspekten der Digitalisierung.
Nach der Abtrennung der Medizinischen Fakultät im Jahr 2004 wird das Medizinstudium an der Medizinischen Universität Innsbruck angeboten.

### Studierendenvertretung
Die Österreichische Hochschülerinnen- und Hochschülerschaft (ÖH) ist die gesetzliche Interessenvertretung aller Studentinnen und Studenten in Österreich. Alle Studierenden sind automatisch Mitglieder der ÖH und leisten einen ÖH-Beitrag von 22,70 Euro (inkl. 0,70 Euro für Haftpflicht- und Unfallversicherung) pro Semester (WS2023/2024), der gemeinsam mit dem Studienbeitrag von der Studienabteilung eingehoben wird.

### Studienbeitrag
Ordentliche Studierende mit einer Staatsbürgerschaft aus der EU/EWR/CH und ihnen Gleichgestellte, die für ein Bachelor-, Diplom-, Master- oder Doktoratsstudium zugelassen werden, bezahlen zu Beginn des neuen Studiums nur den ÖH-Beitrag. Nach Überschreitung der beitragsfreien Studiendauer wird ein Studienbeitrag von 363,36 Euro (A, EU/EWR, CH) bzw. für Drittstaatenangehörige 726,72 Euro pro Semester eingehoben.

## Persönlichkeiten

### Nobelpreisträger mit Bezug zur Universität Innsbruck
- Fritz Pregl (Chemie 1923)
- Adolf Windaus (Chemie 1928)
- Hans Fischer (Chemie 1930)
- Victor Franz Hess (Physik 1936)
- Anton Zeilinger (Physik 2022)

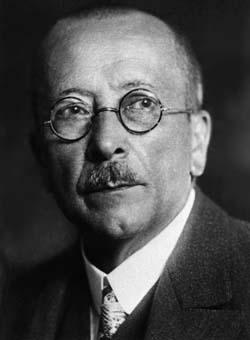
Fritz Pregl
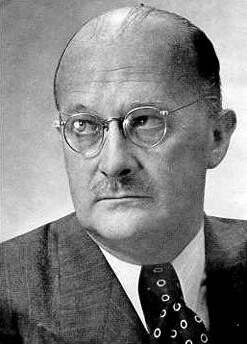
Adolf Windaus
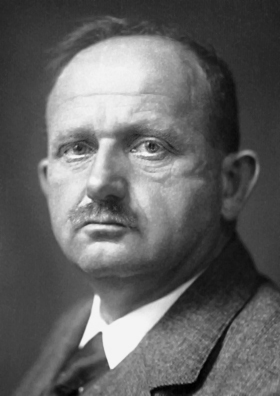
Hans Fischer
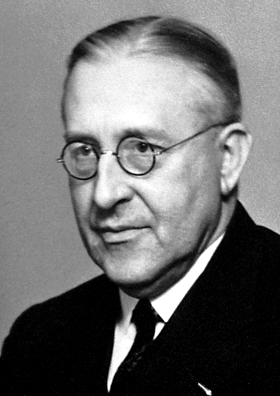
Victor Franz Hess
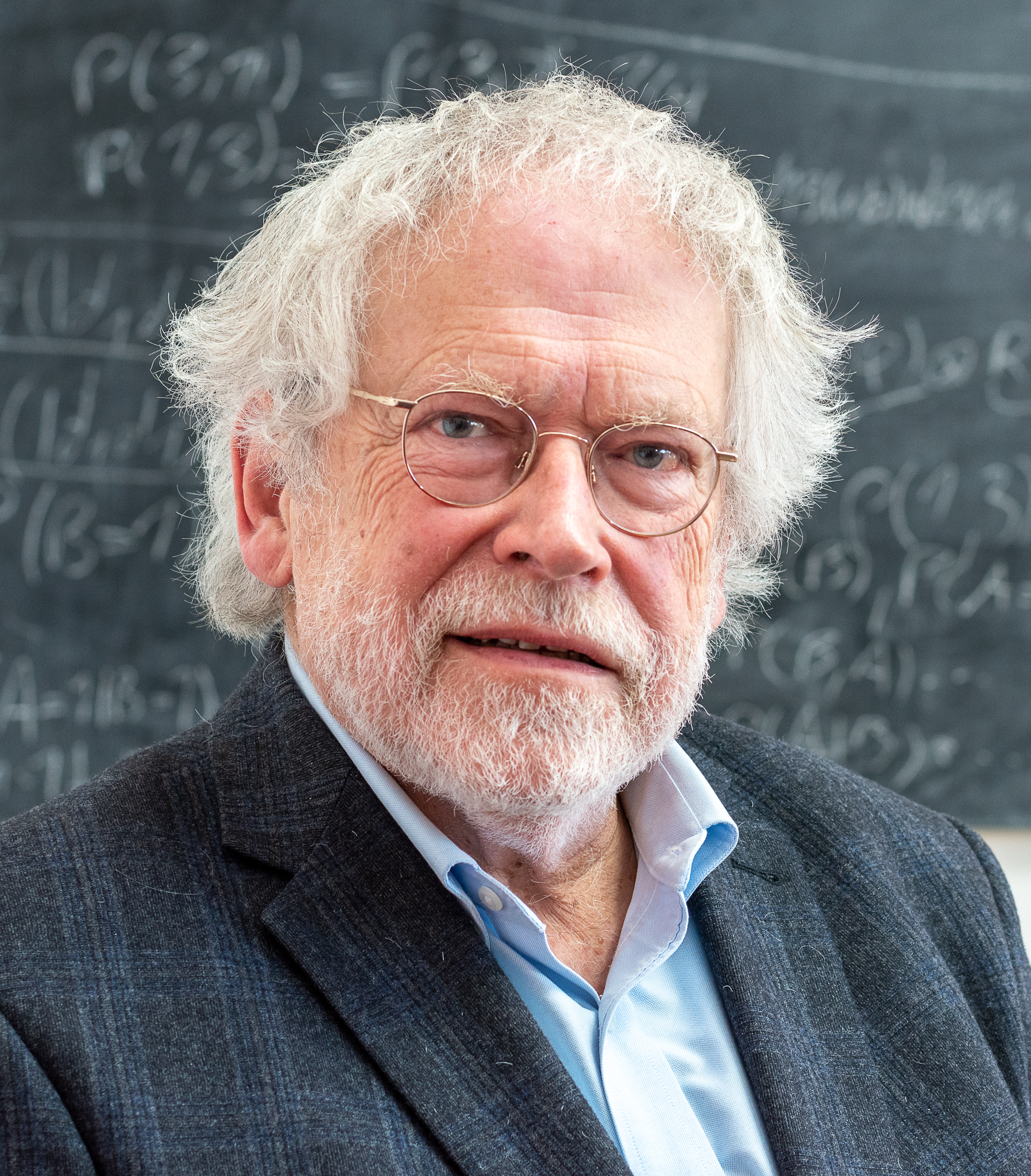
Anton Zeilinger

- Rainer Blatt (Experimentalphysik)
- Eugen Böhm von Bawerk (Politische Ökonomie)
- Erika Cremer (Physikalische Chemie)
- Albert Defant (Meteorologe und Ozeanograph)
- Heinrich von Ficker (Meteorologe und Geophysiker)
- Julius von Ficker (Allgemeine Geschichte und Rektor)
- Franz Fliri (Klimatologe)
- Nikolaus Grass (Rechtsgeschichte)
- Wolfgang Gröbner (Mathematik)
- Franz Xaver Holl (Kirchenrecht)
- Josef Andreas Jungmann (Pastoraltheologie)
- Karl Heider (Zoologie)
- Anton Kerner von Marilaun (Botanik)
- Hans Klecatsky (Öffentliches Recht, österr. Bundesminister)
- Josef Lackner (Architektur)
- Heinrich Lammasch (Strafrecht, Rechtsphilosophie und Völkerrecht; österr. Ministerpräsident)
- Arthur March (Physik)
- Anton Pelinka (Politikwissenschaft)
- Herlinde Pissarek-Hudelist (Religionspädagogik)
- Kleophas Pleyer (Geschichte)
- Hugo Rahner (Dogmengeschichte und Patrologie)
- Karl Rahner (Dogmengeschichte)
- Bruno Sander (Geologe)
- Egon Schweidler (Experimentalphysik, Rektor)
- Jayandra Soni (Indologe)
- Rolf Steininger (Zeitgeschichte)
- Karlheinz Töchterle (Klassische Philologie; österr. Bundesminister; Rektor)
- Alexander Van der Bellen (Wirtschaftswissenschaften, österr. Nationalratsabgeordneter, neunter österr. Bundespräsident)
- Heinz Fischer (Politikwissenschaft)
- Leopold Vietoris (Mathematik)
- Adolf Wagner (Botanik)
- Wilhelm Wirtinger (Mathematik)
- Peter Zoller (Theoretische Physik)

### Alumni
- Günther Andergassen (1930–2016), Komponist, politischer Aktivist (BAS)
- Friedrich Bertlwieser (* 1952), Agrarwissenschaftler und Buchautor
- Reinhold Bilgeri (* 1950), Musiker, Schriftsteller und Filmemacher
- Bruno Buchberger (* 1942), Mathematiker
- Nicetas Budka (1877–1949), ukrainischer Bischof
- Norbert Burger (1929–1992), österreichischer Politiker (NDP/BAS)
- Wolfgang Dietrich (* 1956), Friedensforscher und Politikwissenschaftler
- Gerhard Fittkau (1912–2004), Theologe
- Christine Fleck-Bohaumilitzky (* 1955), Theologin
- Helmut Freudenschuss (* 1956), Diplomat
- Alfred Gebauer (1909–2005), Internist und Radiologe
- Hans-Peter Glanzer (* 1960), Diplomat
- Harry Glück (1925–2016), Architekt
- Walter Guggenberger (* 1947), Politiker (SPÖ)
- Hans Heiss (* 1952), Historiker und Regionalpolitiker (Verdi Grüne Vërc)
- Hubert Heiss (* 1955), Diplomat
- Friedrich August von der Heydte (1907–1994), Jurist, Offizier und Politiker
- Andreas Khol (* 1941), Politiker (ÖVP)
- Johannes Kleinhappl (1893–1979), katholischer Priester und Moraltheologe
- Grigorios Larentzakis (* 1942), orthodoxer Theologe
- Auguste Lechner (1905–2000), Schriftstellerin
- Wolfgang Lechner (* 1953), Journalist
- Eva Lichtenberger (* 1954), Politikerin (Die Grünen)
- Andreas Maislinger (* 1955), Historiker und Politikwissenschaftler
- Herbert Mandl (* 1961), Alpinskitrainer
- Renate Müssner (* 1957), Politikerin und Regierungsrätin des Fürstentums Liechtenstein
- Alois Negrelli von Moldelbe (1799–1858), österreichischer Ingenieur und Pionier des Verkehrsbaus
- Aloys Oberhammer (1900–1983); Österreichischer Politiker
- Julius Perathoner (1849–1926), Bozener Bürgermeister (1895 bis 1922), Reichsrats- und Landtagsabgeordneter
- Bruno Platter (* 1944), 65. Hochmeister des Deutschen Ordens
- Franz Posch (* 1953), Volksmusiker
- Peter Paul Rainer (* 1967), Historiker und ehem. Südtiroler Regionalpolitiker (SVP/F)
- Benedikt Sauer, (* 1960), Journalist und Sachbuchautor
- Barbara Rett (* 1953), Kulturjournalistin
- Robert Rollinger (* 1964), Altorientalist und Althistoriker
- Philipp von Schoeller (1921–2008), Wirtschaftsfunktionär und Ehrenmitglied im Internationalen Olympischen Komitee
- Ivo Sanader (* 1953), ehemaliger kroatischer Premierminister
- Herbert Sausgruber (* 1946), ehemaliger Vorarlberger Landeshauptmann (ÖVP)
- Hanns Martin Schleyer (1915–1977), 1938 Leiter des NS-Studentenwerks, deutscher Wirtschaftsfunktionär
- Jossyf Slipyj (1892–1984), Erzbischof von Lemberg
- Josef Steiner (* 1945), Theologe
- Otto Stolz (1842–1905), Mathematiker
- Moritz Thomann (1722–1805), Arzt und Jesuitenmissionar in Indien und Afrika
- Alexander Van der Bellen (* 1944), 9. Bundespräsident der 2. Republik
- Herwig van Staa (* 1942), ehemaliger Tiroler Landeshauptmann (ÖVP)
- Theodor von der Wense (1904–1977), Mediziner und ehemaliger Rektor der Universität Innsbruck
- Clemens August Graf von Galen (1878–1946), Kardinal
- Adolf Wagner (1869–1940), Botaniker und Naturphilosoph
- Markus Wallner (* 1967), Vorarlberger Landeshauptmann (ÖVP)
- Michael Weninger (* 1951), Diplomat und römisch-katholischer Priester
- Armin Wolf (* 1966), Journalist
- Karl Zeller (* 1961), Verfassungsjurist, Politiker (SVP)
- Bernhard Zimburg (* 1954), Botschafter